# Katastrofa lotu United Airlines 608
Katastrofa lotu United Airlines 608 – katastrofa lotnicza, która wydarzyła się 24 października 1947 roku. Douglas DC-6 lecący z Los Angeles do Chicago, rozbił się niedaleko lotniska w Bryce Canyon w stanie Utah, w wyniku pożaru na pokładzie maszyny. W katastrofie zginęły 52 osoby - wszyscy na pokładzie.

## Przebieg lotu
Samolot Douglas DC-6 miał odbyć lot z lotniska Los Angeles International Airport do Chicago-Midway. Samolot wystartował o godz. 10:23. O godz. 12:21 kapitan EL McMillen zgłosił, że mają pożar na pokładzie, którego załodze nie udało się ugasić. Kilka chwil później dym dostał się do kabiny pasażerskiej. Nagle fragmenty samolotu i prawe skrzydło zostało uszkodzone przez płomienie. O godz. 12:27 kapitan ostatni raz skontaktował się z kontrolą ruchu lotniczego w Bryce Canyon. O godz. 12:29 DC-6 rozbił się Bryce Canyon, ok. 1,5 mili od lotniska. 
Spośród 47 pasażerów i 5 członków załogi nikt nie przeżył. Wśród ofiar katastrofy lotu 608 był piłkarz drużyny Arizona Cardinals – Jeff Burkett.

## Incydent w Gallup
Trzy tygodnie po katastrofie lotu 608, DC-6 należący do linii American Airlines lecący z San Francisco do Chicago awaryjnie lądował w Gallup w stanie Nowy Meksyk, w wyniku pożaru na pokładzie. 25 osób lecących na pokładzie uciekło z płonącego samolotu. Pożar został ugaszony. Ale w odróżnieniu od katastrofy w Bryce Canyon, śledczy mieli do zbadania nienaruszony wrak maszyny. Wszystkie DC-6 zostały uziemione i zostały skierowane do naprawy. W samolotach wymieniono układ paliwa i grzejnik odpowietrzania układów wlotu powietrza, gdzie wybuchł pożar.

## Przyczyny
Przyczyną katastrofy była zapalona benzyna. Kilka chwil po wybuchu pożaru, ogień rozprzestrzenił się do kabiny pasażerskiej.

## Skutki katastrofy
Procedury opracowane w wyniku tej katastrofy są bardzo istotne. Po raz pierwszy samolot został przebudowany od wraku tak, aby określić przyczynę awarii. Jest to obecnie standardowa procedura badania przyczyn wypadków lotniczych. Wrak samolotu został załadowany na ciężarówki i przetransportowany do firmy Douglas Aircraft Company w stanie Kalifornia, gdzie samolot został zrekonstruowany. W wyniku dochodzenia z użytku wycofano flotę 80 samolotów DC-6.